# Concepciona asper
Concepciona asper är en insektsart som beskrevs av Rauno E. Linnavuori och Delong 1977. Concepciona asper ingår i släktet Concepciona och familjen dvärgstritar. Inga underarter finns listade i Catalogue of Life.